# Klausel (Recht)
Klauseln (lateinisch clausula ‚die Klausel, der Nachsatz‘) sind einzelne Bestimmungen eines Regelwerks, insbesondere eines Vertrages (Vertragsklausel). Das Wort wird u. a. in Bezug auf standardisierte Klauseln und im Zusammenhang mit AGB gebraucht.

## Allgemeines
In der Alltagssprache ist das Wort „Klausel“ oft negativ belegt, weil hiermit für den Verbraucher nachteilige Regelungen im Kleingedruckten assoziiert werden. Es kann sich um kompliziert ausgedrückte, für den juristischen Laien schwer oder sogar unverständliche Passagen mit ungünstigen Rechtsfolgen handeln. Der Gesetzgeber hat die Risiken von AGB erkannt und schützt den Kunden in bestimmten Fällen vor ihrer Anwendung. Zum Schutz des Kunden hat der Gesetzgeber Vorschriften aufgestellt, die die Verwendung von AGB kundenfreundlich einschränken sollen. AGB-Klauseln können von Gerichten im Wege der Inhaltskontrolle überprüft werden.

## Arten
Einige Rechtsvorschriften werden Generalklausel genannt. Das Wort beinhalten zwar auch den Bestandteil „-Klausel“, sie sind jedoch als eine abstrakt gefasste Gesetzesnorm aufzufassen unterscheiden sich dadurch von Klauseln, die im Geschäftsverkehr verwendet werden.
Nach ihrem Inhalt gibt es generelle Klauseln und spezielle Klauseln. Während generelle Klauseln allgemeine Sachverhalte regeln wollen (wie etwa Haftungsklauseln, Haftungsbeschränkungen, Handelsklauseln), befassen sich spezielle Klauseln mit detaillierten Rechtsfragen.
- Der Begriff „kassatorische Klausel“ wird in verschiedenen Zusammenhängen gebraucht. Sind Klauseln unwirksam, richtet sich der Vertragsinhalt nach dispositivem Gesetzesrecht, wenn durch die Weglassung (Kassation) der unwirksamen Klausel eine Vertragslücke entstehen sollte. Außerdem wird mit kassatorischer Klausel (Verwirkungs- oder Verfallklausel) eine Vertragsabrede bezeichnet, nach welcher der Schuldner bei Nichterfüllung seiner Pflichten auch seine Ansprüche verliert. Bei Tilgungskrediten wird mit kassatorischer Klausel eine Abrede bezeichnet, die vorsieht, dass bei Zahlungsrückständen mit einzelnen Tilgungsraten der gesamte Restbetrag fällig wird. Bei Konnossementen besagt die kassatorische Klausel, dass bei Vorlage des Original-Konnossements die übrigen Ausfertigungen kraftlos werden.
- Die Clausula rebus sic stantibus geht in Verträgen davon aus, dass die ihnen zugrunde liegende Geschäftsgrundlage während der Vertragslaufzeit erhalten bleibt und ansonsten eine Vertragsänderung erlaubt ist.
- Eine Salvatorische Klausel besagt, dass ein Vertragswerk im Übrigen gültig bleibt, auch wenn einzelne Vertragsbestandteile / Klauseln rechtlich unwirksam sein oder sich nachträglich als unwirksam erweisen sollten.
- Die Vollstreckungsklausel ist eine in vollstreckbaren Ausfertigungen durch Notare in Vollstreckungstiteln oder in Gerichtsurteilen angebrachte und inhaltlich in § 725 ZPO vorgegebene Klausel, wonach die Ausfertigung dem jeweiligen Gläubiger „zum Zwecke der Zwangsvollstreckung erteilt“ wird.
- Im Zusammenhang mit der Zwangsvollstreckung stehen Rechtsbegriffe wie Klauselklage, Klauselgegenklage, Klauselverfahren, Klauselerteilungsverfahren oder Klauselerinnerung.

## Klauselschutz
Im Kontext der §§ 305 ff. BGB werden unter Klauseln einzelne Bestimmungen in den Allgemeinen Geschäftsbedingungen verstanden. Allgemeine Geschäftsbedingungen sind aber nicht nur die einem Vertrag (etwa Kaufvertrag, Arbeitsvertrag, Mietvertrag, Kreditvertrag) beigefügten Vordrucke, sondern auch die in den eigentlichen Verträgen enthaltenen Vertragspassagen, sofern sie nicht mit dem Verbraucher im Einzelnen ausgehandelt wurden (§ 305 Abs. 1 Satz 3 BGB). Da heutzutage derartige Verträge als Vordruck vorliegen und durch den Verwender dem Verbraucher meist nicht zur Disposition gestellt werden, gelten sie auch als Allgemeine Geschäftsbedingungen und können damit der AGB-Kontrolle unterliegen.
Was eine (einzelne) Bestimmung im Sinne der §§ 305 ff. BGB ist, wird mithilfe des Blue-pencil-Tests festgestellt.

## Klauseln in einzelnen Vertragsarten
Einige Vertragsarten weisen vertragstypische Klauseln auf:
- Mietverträge können eine Vielzahl unwirksamer Klauseln enthalten, wenn diese über den durch Gesetz oder Rechtsprechung vorgegebenen Rahmen hinausgehen wie etwa bei Mietkaution, Schönheitsreparaturen oder Tierhaltung.
- In Arbeitsverträgen regelt die Bezugnahmeklausel die Einbeziehung tarifvertraglicher Regeln; diese Globalverweisung ist zulässig. Die so genannte Versetzungsklausel räumt in Arbeitsverträgen dem Arbeitgeber das Recht ein, den Arbeitsort des Arbeitnehmers gegebenenfalls zu wechseln. Durch diese Versetzungsklausel entfällt der Anspruch des Arbeitnehmers auf einen festen Arbeitsort, denn der Arbeitgeber ist grundsätzlich berechtigt, den Ort der Arbeitsleistung innerhalb des Bundesgebiets nach billigem Ermessen näher zu bestimmen.[2] Sie können hingegen unwirksam sein, wenn das Überraschungsmoment des Arbeitnehmers sich aus den außervertraglich vom Arbeitgeber geweckten begründeten Erwartungen des Arbeitnehmers ergibt.[3] Rückzahlungsklauseln sichern bestimmte betriebliche Vergünstigungen ab.
- Kreditverträge enthalten eine Vielzahl von Klauseln. Eine Kreditkündigung kann durch Kreditinstitute ausgesprochen werden bei der Weigerung des Kreditnehmers, Kreditsicherheiten zu bestellen oder zu verstärken,[4] bei der dauerhaften Überziehung von Kreditlinien in größerem Umfang[5] oder der Nichteinreichung von Kreditunterlagen im Rahmen der Kreditwürdigkeitsprüfung oder anderer vertragserheblicher Unterlagen.[6]
- Eine dingliche Teilverzichtsklausel kann einen Vertrag bei Kollision von Kreditsicherungsmitteln vor der Sittenwidrigkeit retten.

Derartige Klauseln sind oft Allgemeine Geschäftsbedingungen.

## International
Auch international werden unter Klauseln meist standardisierte Vertragsbestimmungen verstanden. Die „Vertragsklausel-Richtlinie“ der EG vom April 1993 befasste sich mit missbräuchlichen Klauseln in Verbraucherverträgen und wies die EU-Mitgliedstaaten an, dafür Sorge zu tragen, dass die mit Verbrauchern abgeschlossenen Verträge keine missbräuchlichen Klauseln enthalten. Sie wurde in Deutschland zunächst durch das AGB-Gesetz und nachfolgend im Rahmen der Schuldrechtsmodernisierung im Januar 2002 durch die §§ 305 ff. BGB in deutsches Recht transformiert. In Frankreich gilt eine „missbräuchliche Klausel“ nach Art. L132-1 Abs. 6 Code de la consommation (Verbrauchergesetz) als nicht geschrieben, sie ist mithin unwirksam. Im angelsächsischen Vertragsrecht gibt es beispielsweise die Pari-passu-Klausel, Positiverklärung, Negativerklärung, Material Adverse Change-Klausel, Default-Klausel, Cross-Default-Klausel, Collective Action Clause oder Cross-reference-Klausel. Sie sind inhaltlich weitgehend standardisiert vorgegeben (insbesondere in den Standardverträgen der Loan Market Association) und müssen nicht mehr neu ausformuliert werden.